# Epicypta sartrix
Epicypta sartrix är en tvåvingeart som först beskrevs av de Meijere 1924.  Epicypta sartrix ingår i släktet Epicypta och familjen svampmyggor. Inga underarter finns listade i Catalogue of Life.